# Liste der Naturdenkmale in Bad Marienberg (Westerwald)
Die Liste der Naturdenkmale in Bad Marienberg (Westerwald) nennt die im Gemeindegebiet von Bad Marienberg (Westerwald) ausgewiesenen Naturdenkmale (Stand 13. Juni 2024).

## Naturdenkmale
| Nr.         | Bezeichnung                                    | Lage                                             | Beschreibung                            | Bild                                    |
| ----------- | ---------------------------------------------- | ------------------------------------------------ | --------------------------------------- | --------------------------------------- |
| ND-7143-385 | Fünf Linden an der evangelischen Kirche        | Bad Marienberg, Kirchstraße, bei Nr. 6 Lage      | Tilia cordata, fünf Bäume               | Fotos hochladen                         |
| ND-7143-387 | Zwei Blutbuchen auf dem Friedhof in Langenbach | Langenbach, nördlich des Ortes an der L 294 Lage | Fagus sylvatica f. purpurea, zwei Bäume | Direkt Bild zu diesem Denkmal hochladen |
| ND-7143-394 | Linde am Anwesen Westerburger Straße 14        | Langenbach, Westerburger Straße, bei Nr. 14 Lage | Tilia sp.                               | Direkt Bild zu diesem Denkmal hochladen |

## Ehemalige Naturdenkmale
| Nr. | Bezeichnung                          | Lage                                                | Beschreibung                                        | Bild                                    |
| --- | ------------------------------------ | --------------------------------------------------- | --------------------------------------------------- | --------------------------------------- |
|     | Alte Ulme                            | Bad Marienberg, Kirchstraße, bei Nr. 6 Lage         | Ulmus sp.; Rechtsverordnung vor 2009 aufgehoben     | Direkt Bild zu diesem Denkmal hochladen |
|     | Linde vor dem Europahaus             | Bad Marienberg, Wilhelmstraße, vor Nr. 8 Lage       | Tilia cordata; Rechtsverordnung vor 2009 aufgehoben | Direkt Bild zu diesem Denkmal hochladen |
|     | Linde vor dem ehemaligen Amtsgericht | Bad Marienberg, Nassauische Straße, vor Nr. 12 Lage | Tilia sp.; Rechtsverordnung vor 2009 aufgehoben     | Direkt Bild zu diesem Denkmal hochladen |